# Marco Motta
Marco Motta, född 14 maj 1986, är en italiensk fotbollsspelare som spelar för Persija Jakarta.

## Klubblag

### Atalanta
Motta startade sin karriär i Atalanta och tillhörde deras U20-lag när säsongen 2004/2005 startade. Serie A-debuten gjorde han 9 januari 2005 när han bytte av Riccardo Montolivo i den 65:e minuten. Matchen efter sstartade han när Juventus slogs ut med totalt 5-3 i Coppa Italia. Marco Motta gjorde 22 matcher från start under resten av säsongen då han ersatte Damiano Zenoni som flyttade till Udinese.

### Udinese
Sommaren 2005 gick Motta tillUdinese. Under hans första säsong i klubben fick han väldigt sparsamt med speltid och gjorde bara sex matcher i ligan och ett mål. 2 november 2005 gjorde Motta sin Europacup debut, när han fick hoppa in i 73:e minuten mot David Di Michele. Matchen mot Werder Bremen förlorade Udinese med 3-4. Den 30 januari 2006 skadade sig Motta och blev borta resten av säsongen.
2006 gjorde Motta 16 matcher (alla från start). Udinese som bara gjorde sig till delägare av Motta när han hämtades från Atalanta köpte nu ut Motta från hans kontrakt med Atalanta vilket gjorde honom fullt ut till en Udinese-spelare.
Den 28 juli 2007 bekräftade Torino att man lånar Motta under den kommande säsongen. Under säsongen så gjorde Motta 24 matcher i ligan (14 från start) där han gjorde även sitt andra Serie A-mål i karriären.
Efter en lyckad utlåning kom Motta tillbaka till Udinese och i skadade Cristián Zapatas frånvaro så spelade Motta mycket under höstsäsongen. I Uefacupen 2008/2009 så spelade han alla gruppspelsmatcher, en grupp som Udinese vann. Efter att Udinese gjort klart med Dušan Basta till den kommande säsongen och att Zapata var tillbaka så lånades Motta ut till Roma som även hade en option på att köpa honom efter säsongens slut.

### Roma
Marco Motta debuterade för Roma 8 februari 2009 då han hoppade in i 31:a minuten i 3-0-vinsten över Genoa. Motta spelade sig till en startplats under Luciano Spalletti och petade spelare som Cicinho, Christian Panucci och Marco Cassetti. Han fick även spela båda 16-delsfinalerna i Champions League mot Arsenal, där Roma förlorade.
Efter säsongen så utnyttjade Roma sin option och köpte 50% av Marco Mottas kontrakt från Udinese. Efter att Spalletti blivit sparkad och Claudio Ranieri tagit över Roma så tappade Motta sin startplats och spelade bara 15 matcher under säsongen 2009/2010. Efter säsongen så lyckades inte Udinese och Roma komma överens om ett pris för Motta så genom en så kallad blind auktion köptes han tillbaka till Udinese.

### Juventus
Den 2 juli 2010 blev det klart att Juventus lånar Marco Motta ett år med option på att köpa han efter säsongen.. Mottas debut i Juventus kom i kvalet till Europa League mot Shamrock Rovers, ett kval som Juventus vann med 3-0 totalt.
Den 22 juni 2011 skrev Motta på ett kontrakt som sträcker sig till 2015 och flytten från Udinese blev nu permanent.

## Landslaget
Mellan 2005 och 2009 tillhörde Marco Motta Italiens U21-lag. 2007, efter U21-EM blev Motta utnämnd till lagkapten.
22 mars 2009 blev Motta för första gången kallad till Italiens A-landslag för matcherna mot Montenegro och Irland. Han fick dock ingen speltid i någon av matcherna. Debuten kom istället 10 augusti 2010, under nye managern Cesare Prandelli, i en vänskapsmatch mot Elfenbenskusten som Italien förlorade med 1-0.